# Klickitat megye
Klickitat megye az Amerikai Egyesült Államokban, azon belül Washington államban található. Megyeszékhelye és legnagyobb városa Goldendale. Lakosainak száma 22 735 fő (2020. április 1.).

## Szomszédos megyék
- Yakima megye
- Benton megye
- Morrow megye
- Gilliam megye
- Sherman megye
- Hood River megye
- Wasco megye
- Skamania megye

## Népesség
A megye népességének változása:
| Lakosok száma | 20 357 | 20 668 | 20 629 | 20 866 | 21 026 | 22 735 |
|               | 2010   | 2011   | 2012   | 2013   | 2015   | 2020   |